# Obrium obscuripenne
Obrium obscuripenne es una especie de escarabajo longicornio del género Obrium, clasificada en la tribu Obriini, de la subfamilia Cerambycinae. Fue descrita por Pic en 1904.
La especie mide 3,4-6,3 mm de longitud y el período de actividad en adultos se presenta entre mayo y agosto. Se distribuye por China y Rusia.